# Anatolij Gładilin
Anatolij Tichonowicz Gładilin (ros. Анато́лий Ти́хонович Глади́лин, ur. 21 sierpnia 1935 w Moskwie, zm. 24 października 2018 w Clamart) – rosyjski pisarz.

## Życiorys
W 1953 ukończył szkołę w Moskwie, a w 1958 Instytut Literacki im. Gorkiego. W 1956 opublikował opowieść Chronika wriemion Wiktora Podgurskogo, dzięki której stał się znany. Napisał też opowiadanie Istorija odnoj kompanii (1965), powieść Prognoz na zawtra (wydaną we Frankfurcie nad Menem w 1972) z życia młodego pokolenia rosyjskiej inteligencji, i opowieść historyczną Ewangielije od Robespjera (1970). W 1986 opublikował zbiór opowiadań Kakim ja był togda. Napisał też pracę o rosyjskiej literaturze lat 60. The Making and Unmaking of a Soviet Writer (wydaną w Ann Arbor w 1979), opublikował zbiór felietonów i szkiców literackich Pariżskaja jarmarka (Paris-Tel Aviv 1980). W latach 60. wystąpił w obronie pisarzy Andrieja Siniawskiego i Julija Daniela sądzonych za działalność antyradziecką. Od 1972 publikował za granicą, w 1976 udał się na emigrację do Paryża.